# Közönséges kullancs
A közönséges kullancs (Ixodes ricinus) a pókszabásúak (Arachnida) osztályának kullancsalakúak (Ixodida) rendjébe, ezen belül a kullancsok (Ixodidae) családjába tartozó faj. A Lyme-kór és a kullancsencephalitis nevű betegségek legfőbb terjesztője.
Az Ixodes kullancsnem típusfaja.

## Előfordulása
A közönséges kullancs Európa-szerte megtalálható, még Izlandon is. A legdélibb állományai Észak-Afrikában és a Közel-Keleten vannak, míg legkeletebbi élőhelye Oroszország nyugati felén található. Elterjedésének északi határát az időjárás határozza meg, mivel az utóbbi években enyhe telek voltak, a közönséges kullancs egyre nagyobb területeket foglalt el Skandináviából. Az előfordulási területén főleg az erdőket és a fenyéreseket választja élőhelyül. A nedves élőhelyeket kedveli, emiatt a Földközi-tenger térségében, főleg a száraz nyarakon ritkán található meg.

## Megjelenése
Ennek a kullancsfajnak akár a többi Ixodes-fajnak nincsenek szemei. Tapogatólábai inkább hosszúak, mint vastagok. A végbélnyílás fölött kis kinövés van. A háti részét, a hímnél teljes egészében, a nősténynél és fiatalnál részben, kemény pajzs védi. A Brit-szigetek három faja (Ixodes canisuga, Ixodes trianguliceps) közül a közönséges kullancs a legnagyobb méretű. A kifejlett hím 2,4-2,8 milliméter, míg az éhes fiatal 1,3-1,5 milliméter hosszú. Az éhes nőstény 3-3,6 milliméteres, míg a jóllakott nőstény akár 11 milliméteresre is kitágulhat.

## Életmódja és szaporodása
A közönséges kullancs az emlősök, madarak és hüllők vérével táplálkozik. Táplálkozás közben a benne élősködő baktériumokat és vírusokat átadhatja áldozatainak.
A kifejlődés általában 2-3 évig tart, de nehéz körülmények között akár 6 évig is eltarthat. A kullancs kifejlődéséhez három különböző típusú gazdaállat kell. A felnőtt példány körülbelül 6-13 napon keresztül juhokon, szarvasmarhákon, szarvasféléken, kutyákon, lovakon és embereken élősködik; ezután pedig leesik a földre. A jól táplált nőstény több ezer petét is lerak, ezután elpusztul. A frissen kikelt lárva aktívan keresi a gazdaállatát, amely általában sün vagy cickány lehet, de ezek hiányában megelégszik a rágcsálókkal, nyulakkal, madarakkal, hüllőkkel vagy denevérekkel is. 3-5 napi táplálkozás után leesnek a földre és vedlenek. Vedlés után felmásznak egy fűszálra vagy egy ágra és megvárják a következő gazdát. Ha az áldozat nem jön túl hamar és száraz az idő, akkor a fiatal kullancs kénytelen visszamászni a nedves talajra. A nimfák kis és közepes méretű emlősök vérével táplálkoznak.

### Az általa terjesztett kórokozók
A közönséges kullancs többek mellett, főleg a Lyme-kórért és a kullancs encephalitis nevű betegségekért felelős. A következő baktériumokat, vírusokat és egyéb kórokozókat terjeszti: Borrelia burgdorferi, Borrelia afzeli, Borrelia garnii, Babesia divergens, Babesia bovis, Babesia ovis, Staphylococcus aureus, Anaplasma marginale, Anaplasma phagocytophila, Coxiella burnetii és Rickettsia conorii.

## Fordítás
- Ez a szócikk részben vagy egészben  az   Ixodes ricinus című angol Wikipédia-szócikk ezen változatának fordításán alapul.  Az eredeti cikk szerkesztőit annak laptörténete sorolja fel. Ez a jelzés csupán a megfogalmazás eredetét és a szerzői jogokat jelzi, nem szolgál a cikkben szereplő információk forrásmegjelöléseként.